# Feltro

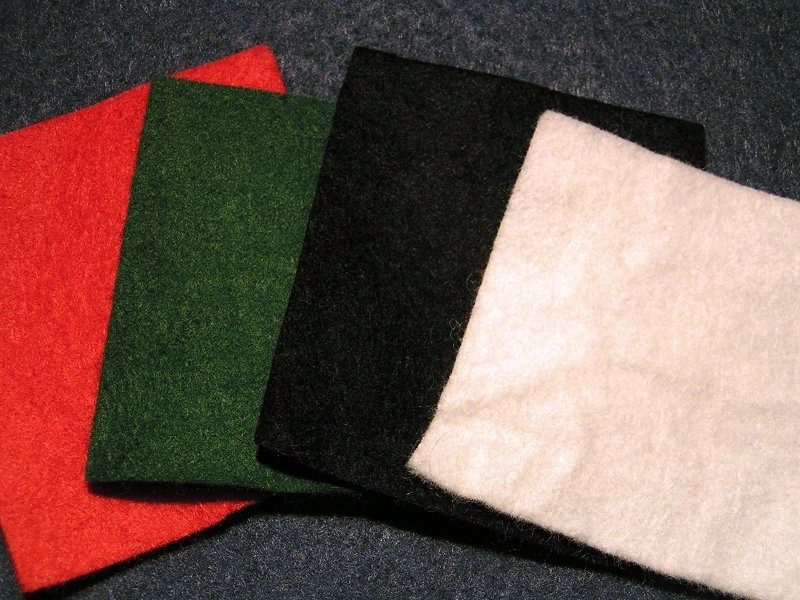
Pedaços de feltro

Feltro é um papel feito de lã ou outros pelos animais, cujas fibras são agregadas por calandragem. Dentro dos pelos mais usados estão os de lebre, coelho, carneiro, camelo e castor.
É TNT (tecido não tecido), pois a calandra não tece, apenas compacta.
É usado na fabricação de chapéus, casacos, além de no revestimento de caldeiras a vapor e outros equipamentos industriais.